# Brasfemes
Brasfemes is een plaats (freguesia) in de Portugese gemeente Coimbra en telt 1 847 inwoners (2001).